# Fileto Pires Ferreira
Fileto Pires Ferreira (Barras, 16 de março de 1866 — Rio de Janeiro, 11 de agosto de 1917) foi um político brasileiro.

## Biografia
Foi governador do Amazonas, de 23 de julho de 1896 a 4 de abril de 1898.
O Teatro Amazonas foi inaugurado durante sua administração, em 31 de dezembro de 1896.
Foi sepultado no Cemitério São Francisco Xavier.